# Gulögd flugsnappare
Gulögd flugsnappare (Melaenornis ardesiacus) är en fågel i familjen flugsnappare inom ordningen tättingar.

## Utseende och läte
Gulögd flugsnappare är en helsvart slank flugsnappare med lång stjärt och unikt ljusgult öga. Bland lätena hörs låga skrockande toner och ljusa tunna visslingar, medan sången är en spretig komplex ramsa av ljusa toner.

## Utbredning och systematik
Fågeln förekommer i bergsområden från östra Kongo-Kinshasa till Rwanda, Burundi och sydvästra Uganda. Den behandlas som monotypisk, det vill säga att den inte delas in i några underarter.

## Levnadssätt
Gulögd flugsnappare hittas i bergsskogar, utmed skogsbryn och i gläntor. Ensamma fåglar ses sitta på exponerade platser, ibland rätt lågt.

## Status och hot
Arten har ett stort utbredningsområde, men tros minska i antal, dock inte tillräckligt kraftigt för att den ska betraktas som hotad. Internationella naturvårdsunionen IUCN listar arten som livskraftig (LC).